# Либиня-Эгнере, Инесе
Инесе Либиня-Эгнере (латыш. Inese Lībiņa-Egnere; род. 25 сентября 1977, Рига) — латвийский юрист, политический и государственный деятель. Член партии «Единство», входящей в партийное объединение «Новое единство». Министр юстиции Латвии с 14 декабря 2022 года. Депутат XI—XIV Сеймов Латвии (2011—2022), член президиума (заместитель спикера) XI—XIII Сеймов Латвии (2012—2022).

## Биография
Родилась 25 сентября 1977 года в Риге.
В 1996 году окончила Лиепайскую 5-ю среднюю школу в Лиепае. В 2001 году окончила юридический факультет Латвийского университета. Продолжила образование во Университете имени Альберта и Людвига в германском городе Фрайбург-им-Брайсгау, где в 2002 году получила степень магистра права (LL.M.) с отличием (summa cum laude). В 2007 году получила степень доктора права (Dr.iur.) на юридическом факультете Латвийского университета.
В 1999—2001 годах работала помощником судьи Конституционного суда Латвии
В 2002—2007 годах работала адвокатом в бюро присяжных адвокатов Liepa, Skopiņa / Borenius, входящем в международную группу Borenius.
С сентября 2004 года — доцент кафедры гражданского права юридического факультета Латвийского университета.
В 2007—2011 годах — советник по юридическим вопросам президента Латвии Валдиса Затлерса.
Автор ряда монографий и публикаций в области права.
Помимо родного латышского, владеет русским, немецким и английским языками.

## Политическая деятельность
В 2011 году вступила в Партию реформ Затлерса, основанную бывшим президентом Валдисом Затлерсом.
По результатам парламентских выборов 2011 года избрана депутатом Сейма Латвии по списку Партии реформ в избирательном округе Курземе. Стала членом президиума Комитета по юридическим вопросам и членом Комитета по делам Европы. 14 июня 2012 года избрана членом президиума (заместителем спикера) Сейма Латвии.
В мае 2014 года по призыву правления и фракции вместе с группой министров и депутатов Партии реформ вступила в партию «Единство».
По результатам парламентских выборов 2014 года избрана депутатом XII Сейма Латвии по списку «Единства». Стала членом президиума (заместителем спикера) Сейма Латвии, членом президиума Юридической комиссии Сейма, в 2018 году — председателем Комиссии Сейма по национальной безопасности и председателем подкомитета по судебной политике Юридической комиссии Сейма.
В 2018 году создано партийное объединение «Новое единство». По результатам парламентских выборов 2018 года избрана депутатом XIII Сейма Латвии по списку «Нового единства». Была членом президиума Комиссии Сейма по национальной безопасности, членом Юридической комиссии Сейма, председателем подкомитета по судебной политике Юридической комиссии Сейма. Была членом президиума (заместитель спикера) XIII Сейма Латвии. По результатам парламентских выборов 2022 года избрана депутатом XIV Сейма Латвии по списку «Нового единства». Была членом Комиссии по устойчивому развитию и членом президиума Комиссии по правам человека и связям с общественностью.
Была членом фракции Европейской народной партии, главой латвийской делегации (2011—2022) в Парламентской ассамблее Совета Европы (ПАСЕ).
14 декабря 2022 года получила портфель министра юстиции Латвии во втором правительстве под руководством премьер-министра Кришьяниса Кариньша («Новое единство»). Сохранила свой пост в коалиционном правительстве под руководством премьер-министра Эвики Силини («Новое единство»), утверждённом Сеймом Латвии 15 сентября 2023 года.